# Anochilia viossati
Anochilia viossati är en skalbaggsart som beskrevs av Franz Antoine 1992. Anochilia viossati ingår i släktet Anochilia och familjen Cetoniidae. Inga underarter finns listade i Catalogue of Life.